# Professional'nyj Futbol'nyj Klub Kryl'ja Sovetov Samara
Il Kryl'ja Sovetov Samara, ufficialmente Professional'nyj Futbol'nyj Klub Kryl'ja Sovetov Samara (in russo Профессиональный футбольный клуб Крылья Советов Самара?), è una società calcistica russa con sede nella città di Samara. Milita nella divisione di vertice del campionato russo di calcio. La Samara Arena, che ospita le partite interne della squadra, ha una capacità di 41 970 spettatori. In precedenza la compagine era di scena allo stadio Metallurg.

## Storia

### Periodo sovietico
Il club venne fondato nel 1942, e in piena seconda guerra mondiale disputò la prima gara della sua storia valida per la Kubok SSSR: il 30 luglio 1944 perse, ai sedicesimi di finale, contro il Lokomotiv Mosca per 1-5. Il 4 giugno 1945 disputò anche la prima partita, nella seconda divisione, la Vtoraja Gruppa, contro il Torpedo di Nižnij Novgorod. Al termine della stagione il club venne promosso nella massima serie, disputando la prima gara, ad Almaty contro lo Zenit Leningrado.
Mantenne la massima serie fino al 1955, ottenendo come miglior risultato un quarto posto nel 1951. Dopo la retrocessione, vinse immediatamente la seconda serie, ottenendo un'immediata promozione. Nel 1960, dopo 5 anni in posizioni basse di classifica, fu retrocesso anche a causa della riforma dei campionati, ma ottenne una nuova immediata promozione.
Rimasto fino al 1969 in massima serie, ottenendo come miglior risultato un 10º posto, la successiva retrocessione portò ad un periodo di crisi con l'addio quasi definitivo alla massima serie, che fu riconquistata in due occasioni (al termine delle annate 1975 e 1978), ma mantenuta solo nel 1976. Alla fine del 1980 arrivò, addirittura la retrocessione in terza serie, in cui rimase (salvo che nel 1985 e nel 1987) fino allo scioglimento dell'Unione Sovietica.
Nella Coppa nazionale raggiunse la finale in due occasioni: nel 1953 (battuta dalla Dinamo Mosca) e nel 1964 (battuta dalla Dinamo Kiev).

### Periodo russo
Il 6 luglio 2002 il club ha disputato la prima competizione a livello europeo, la Coppa Intertoto 2002.
Nel campionato 2016-17 retrocede nella PFN Ligi.

## Allenatori

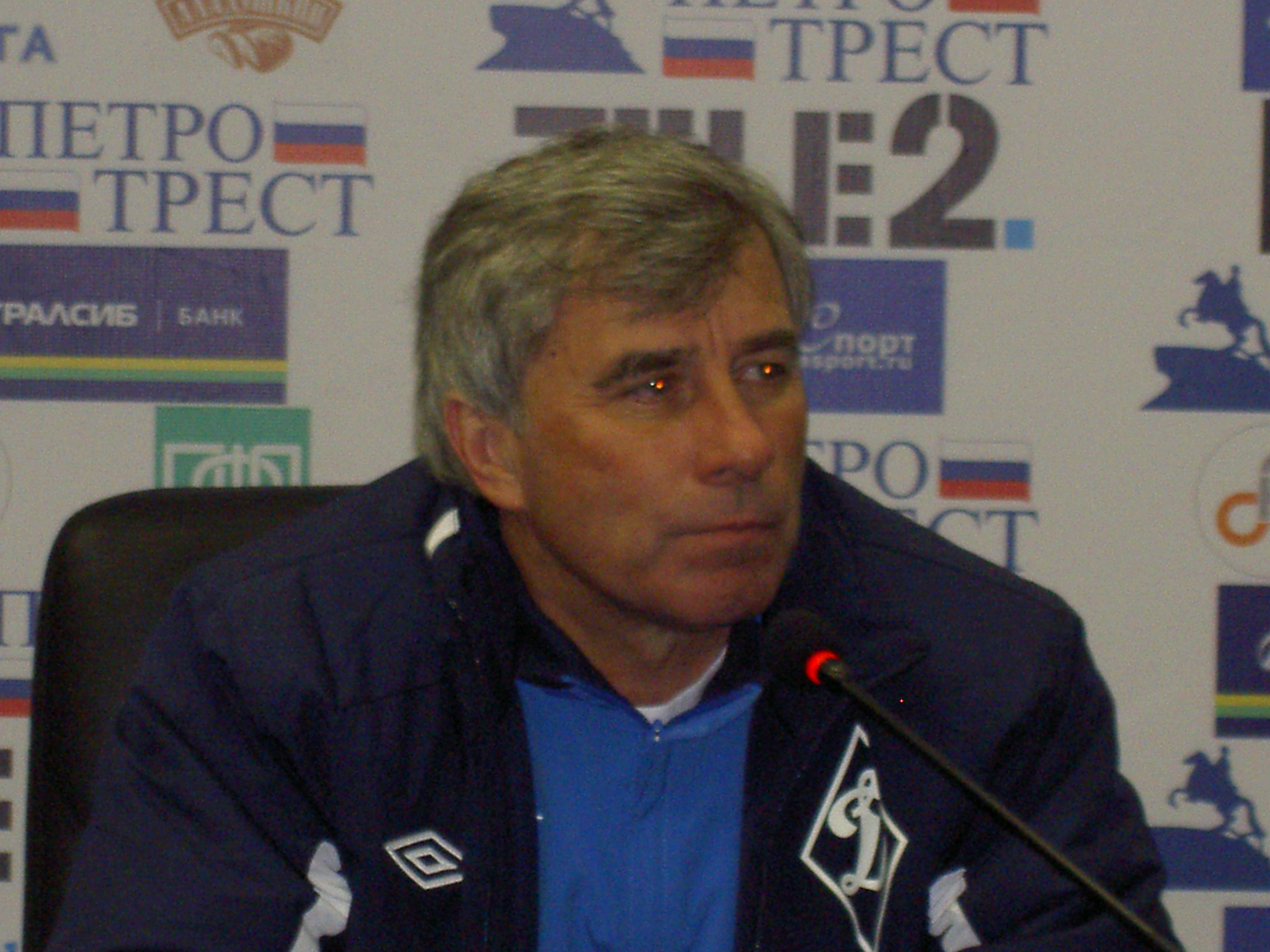
Aleksandr Aver'janov, allenatore del club tra il 1994 e il 1998

- Aleksandr Abramov (1942, 1947-1952, 1958-1960)
- Viktor Kuz'mič Novikov (1945-1946)
- Pëtr Burmistrov (1952-1954)
- Vjačeslav Solov'ëv (1954-1957)
- Viktor Karpov (1961-1969)
- Nikolaj Glebov (1969)
- Vsevolod Blinkov (1970-1971)
- Viktor Kirš (1972-1977, 1978-1980)
- Aleksandr Gulevskij (1977-1978)
- Al'fred Fëdorov (1980)
- Vladimir Zamjatin (1980-1981)
- Boris Strel'cov (1981)
- Gennadij Saryčev (1982-1985)
- Viktor Lukašenko (1986-1988)
- Viktor Antichovič (1989-1993)
- Valerij Bogdanov (1994)
- Anatoli Kikin (1994)
- Aleksandr Aver'janov (1994-1998)
- Aleksandr Tarchanov (1999-2003)
- Gadži Gadžiev (2003-2006, 2013)
- Aleksandr Tarchanov (2007, 2010-2011)
- Leonid Sluckij (2008-2009)
- Jurij Gazzaev (2009-2010)
- Andrej Kobelev (2011-2012)
- Aleksandr Cygankov (2012, 2013-2014)
- Vladimir Kuchlevskij (2014)
- Franky Vercauteren (2014-2016)
- Vadzim Skrypčanka (2016-2017)

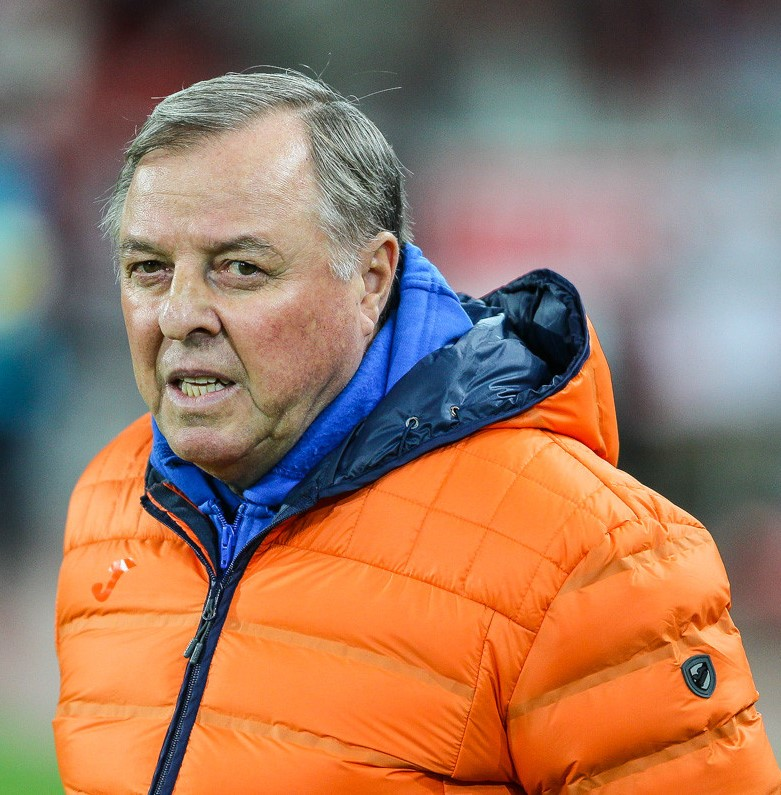
Aleksandr Tarchanov, allenatore del club tra il 1999 e il 2003

## Organico

### Rosa 2024-2025
Aggiornata al 11 febbraio 2025.
| N. |                                 | Ruolo | Calciatore            |
| -- | ------------------------------- | ----- | --------------------- |
| 1  | Russia (bandiera)               | P     | Ivan Lomaev           |
| 3  | Cile (bandiera)                 | D     | Thomas Galdames       |
| 4  | Russia (bandiera)               | D     | Aleksandr Soldatenkov |
| 5  | Croazia (bandiera)              | D     | Dominik Oroz          |
| 6  | Russia (bandiera)               | C     | Sergej Babkin         |
| 7  | Russia (bandiera)               | A     | Dmitrij Cypčenko      |
| 8  | Russia (bandiera)               | C     | Maksim Vitjugov       |
| 10 | Argentina (bandiera)            | C     | Benjamín Garré        |
| 11 | Russia (bandiera)               | A     | Roman Ežov            |
| 13 | Russia (bandiera)               | A     | Ivan Sergeev          |
| 15 | Russia (bandiera)               | D     | Nikolaj Rasskazov     |
| 17 | Russia (bandiera)               | C     | Ulvi Babaev           |
| 18 | Russia (bandiera)               | C     | Denis Jakuba          |
| 19 | Russia (bandiera)               | C     | Ivan Olejnikov        |
| 20 | Bosnia ed Erzegovina (bandiera) | C     | Amar Rahmanović       |

| N. |                        | Ruolo | Calciatore         |
| -- | ---------------------- | ----- | ------------------ |
| 21 | Ucraina (bandiera)     | C     | Dmytro Ivanisenja  |
| 22 | Brasile (bandiera)     | D     | Fernando Costanza  |
| 23 | Paesi Bassi (bandiera) | C     | Glenn Bijl         |
| 24 | Russia (bandiera)      | D     | Roman Evgen'ev     |
| 25 | Bielorussia (bandiera) | C     | Kiryl Pjačėnin     |
| 26 | Bielorussia (bandiera) | A     | Jahor Karpicki     |
| 28 | Russia (bandiera)      | C     | Igor Dmitriev      |
| 30 | Russia (bandiera)      | P     | Sergej Pes'jakov   |
| 39 | Russia (bandiera)      | P     | Evgenij Frolov     |
| 65 | Russia (bandiera)      | D     | Ilya Gribakin      |
| 73 | Russia (bandiera)      | A     | Vladislav Šitov    |
| 81 | Russia (bandiera)      | P     | Bogdan Ovsjannikov |
| 92 | Russia (bandiera)      | D     | Pavel Popov        |
| 95 | Russia (bandiera)      | D     | Il'ja Gaponov      |

### Rosa 2023-2024
Aggiornata al 4 aprile 2024.
| N. |                   | Ruolo | Calciatore            |
| -- | ----------------- | ----- | --------------------- |
| 1  | Russia (bandiera) | P     | Ivan Lomaev           |
| 4  | Russia (bandiera) | D     | Aleksandr Soldatenkov |
| 5  | Russia (bandiera) | D     | Jurij Gorškov         |
| 6  | Russia (bandiera) | C     | Sergej Babkin         |
| 7  | Russia (bandiera) | A     | Dmitrij Cypčenko      |
| 8  | Russia (bandiera) | C     | Maksim Vitjugov       |
| 9  | Russia (bandiera) | A     | Vladimir Syčevoj      |
| 10 | Russia (bandiera) | C     | Denis Jakuba          |
| 11 | Russia (bandiera) | A     | Roman Ežov            |
| 13 | Russia (bandiera) | C     | Danil Lipovoj         |
| 15 | Russia (bandiera) | D     | Nikolaj Rasskazov     |
| 17 | Russia (bandiera) | A     | Vladimir Chubulov     |
| 18 | Russia (bandiera) | C     | Artëm Sokolov         |
| 19 | Russia (bandiera) | A     | Nikita Khlusov        |

| N. |                                 | Ruolo | Calciatore          |
| -- | ------------------------------- | ----- | ------------------- |
| 20 | Bosnia ed Erzegovina (bandiera) | C     | Amar Rahmanović     |
| 21 | Ucraina (bandiera)              | C     | Dmytro Ivanisenja   |
| 22 | Brasile (bandiera)              | D     | Fernando Costanza   |
| 23 | Paesi Bassi (bandiera)          | C     | Glenn Bijl          |
| 24 | Russia (bandiera)               | D     | Roman Evgen'ev      |
| 25 | Argentina (bandiera)            | C     | Benjamín Garré      |
| 30 | Serbia (bandiera)               | C     | Aleksandar Ćirković |
| 31 | Russia (bandiera)               | D     | Georgij Zotov       |
| 35 | Bielorussia (bandiera)          | D     | Dzmitryj Pryščepa   |
| 39 | Russia (bandiera)               | P     | Evgenij Frolov      |
| 44 | Croazia (bandiera)              | D     | Mateo Barać         |
| 73 | Russia (bandiera)               | A     | Vladislav Šitov     |
| 81 | Russia (bandiera)               | P     | Bogdan Ovsjannikov  |
| 95 | Russia (bandiera)               | D     | Il'ja Gaponov       |

### Rosa 2022-2023
Aggiornata al 17 gennaio 2023.
| N. |                                 | Ruolo | Calciatore            |
| -- | ------------------------------- | ----- | --------------------- |
| 1  | Russia (bandiera)               | P     | Ivan Lomaev           |
| 4  | Russia (bandiera)               | D     | Aleksandr Soldatenkov |
| 5  | Russia (bandiera)               | D     | Jurij Gorškov         |
| 6  | Russia (bandiera)               | C     | Sergej Babkin         |
| 7  | Russia (bandiera)               | A     | Dmitrij Cypčenko      |
| 8  | Russia (bandiera)               | C     | Maksim Vitjugov       |
| 10 | Russia (bandiera)               | C     | Denis Jakuba          |
| 11 | Russia (bandiera)               | A     | Roman Ežov            |
| 13 | Russia (bandiera)               | C     | Danil Lipovoj         |
| 14 | Russia (bandiera)               | C     | Aleksandr Kovalenko   |
| 17 | Russia (bandiera)               | A     | Vladimir Chubulov     |
| 18 | Russia (bandiera)               | C     | Artëm Sokolov         |
| 19 | Russia (bandiera)               | A     | Nikita Khlusov        |
| 20 | Bosnia ed Erzegovina (bandiera) | C     | Amar Rahmanović       |

| N. |                        | Ruolo | Calciatore          |
| -- | ---------------------- | ----- | ------------------- |
| 21 | Ucraina (bandiera)     | C     | Dmytro Ivanisenja   |
| 22 | Brasile (bandiera)     | D     | Fernando Costanza   |
| 23 | Paesi Bassi (bandiera) | C     | Glenn Bijl          |
| 24 | Russia (bandiera)      | D     | Roman Evgen'ev      |
| 30 | Serbia (bandiera)      | C     | Aleksandar Ćirković |
| 31 | Russia (bandiera)      | D     | Georgij Zotov       |
| 35 | Bielorussia (bandiera) | D     | Dzmitryj Pryščepa   |
| 39 | Russia (bandiera)      | P     | Evgenij Frolov      |
| 44 | Croazia (bandiera)     | D     | Mateo Barać         |
| 73 | Russia (bandiera)      | A     | Vladislav Šitov     |
| 81 | Russia (bandiera)      | P     | Bogdan Ovsjannikov  |
| 95 | Russia (bandiera)      | D     | Il'ja Gaponov       |
|    | Russia (bandiera)      | A     | Vladimir Syčevoj    |

### Rosa 2021-2022
Aggiornata al 22 agosto 2021.
| N. |                    | Ruolo | Calciatore            |
| -- | ------------------ | ----- | --------------------- |
| 1  | Russia (bandiera)  | P     | Ivan Lomaev           |
| 3  | Russia (bandiera)  | D     | Nikita Černov         |
| 4  | Russia (bandiera)  | D     | Aleksandr Soldatenkov |
| 5  | Russia (bandiera)  | D     | Jurij Gorškov         |
| 6  | Russia (bandiera)  | C     | Denis Jakuba          |
| 7  | Russia (bandiera)  | A     | Dmitrij Kabutov       |
| 8  | Russia (bandiera)  | C     | Maksim Vitjugov       |
| 9  | Russia (bandiera)  | A     | Sergej Pinjaev        |
| 10 | Russia (bandiera)  | A     | Vladislav Sarveli     |
| 11 | Russia (bandiera)  | A     | Roman Ežov            |
| 13 | Russia (bandiera)  | C     | Danil Lipovoj         |
| 15 | Russia (bandiera)  | A     | Maksim Glušenkov      |
| 17 | Russia (bandiera)  | A     | Anton Zin'kovskij     |
| 18 | Algeria (bandiera) | D     | Mehdi Zeffane         |

| N. |                        | Ruolo | Calciatore         |
| -- | ---------------------- | ----- | ------------------ |
| 19 | Russia (bandiera)      | A     | Dmitrij Cypčenko   |
| 20 | Russia (bandiera)      | A     | German Onugcha     |
| 21 | Ucraina (bandiera)     | C     | Dmytro Ivanisenja  |
| 25 | Russia (bandiera)      | C     | Danil Prucev       |
| 33 | Russia (bandiera)      | A     | Ivan Sergeev       |
| 35 | Bielorussia (bandiera) | D     | Dzmitryj Pryščepa  |
| 39 | Russia (bandiera)      | P     | Evgenij Frolov     |
| 47 | Russia (bandiera)      | D     | Sergej Božin       |
| 50 | Russia (bandiera)      | D     | Maksim Karpov      |
| 52 | Russia (bandiera)      | C     | Danila Smirnov     |
| 77 | Iraq (bandiera)        | C     | Safaa Hadi         |
| 81 | Russia (bandiera)      | P     | Bogdan Ovsjannikov |
| 99 | Russia (bandiera)      | A     | Maksim Kanunnikov  |

### Rosa 2020-2021
Aggiornata al 21 febbraio 2021.
| N. |                       | Ruolo | Calciatore            |
| -- | --------------------- | ----- | --------------------- |
| 1  | Russia (bandiera)     | P     | Ivan Lomayev          |
| 2  | Russia (bandiera)     | D     | Vladimir Polujachtov  |
| 3  | Russia (bandiera)     | D     | Nikita Černov         |
| 4  | Russia (bandiera)     | D     | Aleksandr Soldatenkov |
| 5  | Russia (bandiera)     | D     | Vitalij Ljscov        |
| 7  | Iraq (bandiera)       | C     | Safaa Hadi            |
| 8  | Russia (bandiera)     | C     | Maksim Vityugov       |
| 10 | Portogallo (bandiera) | C     | Ricardo Alves         |
| 11 | Slovenia (bandiera)   | C     | Denis Popović         |
| 14 | Moldavia (bandiera)   | C     | Radu Gînsari          |
| 17 | Russia (bandiera)     | A     | Anton Zin'kovskij     |
| 18 | Algeria (bandiera)    | D     | Mehdi Zeffane         |
| 20 | Serbia (bandiera)     | C     | Srđan Mijailović      |
| 22 | Russia (bandiera)     | D     | Aleksandr Anjukov     |

| N. |                     | Ruolo | Calciatore         |
| -- | ------------------- | ----- | ------------------ |
| 23 | Serbia (bandiera)   | D     | Dmitri Kombarov    |
| 28 | Romania (bandiera)  | C     | Paul Anton         |
| 30 | Russia (bandiera)   | C     | Sergej Ivanov      |
| 33 | Russia (bandiera)   | P     | Evgenij Konjuchov  |
| 39 | Russia (bandiera)   | P     | Evgenij Frolov     |
| 40 | Russia (bandiera)   | C     | Artëm Timofeev     |
| 44 | Russia (bandiera)   | D     | Nikita Čičerin     |
| 50 | Russia (bandiera)   | D     | Maksim Karpov      |
| 52 | Russia (bandiera)   | C     | Danila Smirnov     |
| 69 | Russia (bandiera)   | A     | Egor Golenkov      |
| 77 | Russia (bandiera)   | C     | Dmitrij Kabutov    |
| 81 | Russia (bandiera)   | P     | Bogdan Ovsjannikov |
| 84 | Moldavia (bandiera) | C     | Alexandru Gațcan   |
| 99 | Russia (bandiera)   | A     | Maksim Kanunnikov  |

## Palmarès

### Competizioni nazionali
- Pervaja Liga sovietica: 5

1945, 1956 (Girone 1), 1961 (Girone 3 e finale russo), 1975, 1978
- PFN Ligi: 2

2014-2015, 2020-2021

### Altri piazzamenti
- Coppa dell'Unione Sovietica:

Finalista: 1953, 1964
Semifinalista: 1950, 1965
- Campionato russo:

Terzo posto: 2004
- Coppa di Russia:

Finalista: 2003-2004, 2020-2021
Semifinalista: 1996-1997, 2000-2001